# Sovinjak
 Sovinjak   (olaszul: Sovignacco) falu Horvátországban, Isztria megyében. Közigazgatásilag Buzethez tartozik.

## Fekvése
Az Isztriai-félsziget északi részének közepén, Pazintól 17 km-re északra, községközpontjától 8 km-re délnyugatra fekszik. A Mirna középső folyása feletti dombok között található. Vonzáskörzetébe Bračani, Brnozi, Jermaciji, Majeri telepek, valamint Pročana, Sirotići, Sovinjsko Polje, Sovinjsko Brdo és más kis települések tartoznak.

## Története
A település egykori várát 1195-ben említik először, urai az aquileai pátriárka vazallusai voltak. Később a pazini grófok fennhatósága alá tartozott. A falu az egykori földesúri vár mellett fejlődött ki a 15. században, amikor annak falai már erősen omladoztak. A mai temető területére a helyiek mai is a „Kaštel” nevet használják. A velencei uralom alatt 1508-ban Sovinjak már a rašpori kapitányság egyik legjelentősebb faluja volt. A 16. és 17. században keletről a török hódítók elől nagy számú lakosság menekült erre a vidékre. A legnagyobb arányú beköltözés a 17. század elején az uszkók háború idején történt. 1857-ben 205, 1910-ben 253 lakosa volt. Lakói főként szőlőtermesztéssel, méhészettel foglalkoztak. 2011-ben 29 lakosa volt.

## Lakosság
| Lakosság változása | Lakosság változása | Lakosság változása | Lakosság változása | Lakosság változása | Lakosság változása | Lakosság változása | Lakosság változása | Lakosság változása | Lakosság változása | Lakosság változása | Lakosság változása | Lakosság változása | Lakosság változása | Lakosság változása | Lakosság változása |
| ------------------ | ------------------ | ------------------ | ------------------ | ------------------ | ------------------ | ------------------ | ------------------ | ------------------ | ------------------ | ------------------ | ------------------ | ------------------ | ------------------ | ------------------ | ------------------ |
| 1857               | 1869               | 1880               | 1890               | 1900               | 1910               | 1921               | 1931               | 1948               | 1953               | 1961               | 1971               | 1981               | 1991               | 2001               | 2011               |
| 205                | 222                | 236                | 217                | 220                | 253                | 959                | 899                | 150                | 111                | 85                 | 67                 | 39                 | 34                 | 27                 | 29                 |

## Nevezetességei
- Szent György vértanú tiszteletére szentelt plébániatemploma 1927-ben épült a korábbi, kisebb templom helyén mely még 1556-ból származott. 1557-ben épített harangtornya 15 méter magas. Újjáépítésének évét (1921) egy glagolita felirat jelzi.
- Szent Rókusnak szentelt késő gótikus kápolnája a 16. század elején épült csúcsíves dongaboltozattal, 1571-ben Domenicus Utinensis mester által készített freskókkal.
- A világi építészet képviselője az 1647-ben épített magtár, valamint néhány megmaradt barokk és klasszicista lakóház és palota.
- Figyelemre méltó még a sovinjsko poljei Szent István és a sovinjsko brdoi Szent Ilona kápolna. Mindkettőt még 1580-ban említik.